# Catalina Parot
Catalina Parot Donoso (nascuda el 9 de març de 1956) és una advocada, emprenedora i política xilena que actualment exerceix com a presidenta del Consell Nacional de Televisió.
Va exercir com a ministra de Patrimoni Nacional durant la primera presidència de Sebastián Piñera, entre març de 2010 i novembre de 2012.